# 1039 Sonneberga
1039 Sonneberga је астероид главног астероидног појаса са пречником од приближно 36,70 .
Афел астероида је на удаљености од 2,845 астрономских јединица (АЈ) од Сунца, а перихел на 2,513 АЈ.
Ексцентрицитет орбите износи 0,062, инклинација (нагиб) орбите у односу на раван еклиптике 4,556 степени, а орбитални период износи 1602,061 дана (4,386 године).
Апсолутна магнитуда астероида је 11,10 а геометријски албедо 0,047.
Астероид је откривен 24. новембра 1924. године.